# HD 179949 b
HD 179949 b (بالإنجليزية: HD 179949 b)‏ الذي يرمز له بالرمز HD 179949b، هو كوكب خارج المجموعة الشمسية، في كوكبة الرامي، يتبع HD 179949 ‏.

## الاكتشاف
اكتشف في 16 ديسمبر 2000، وكانت طريقة الاكتشاف سرعة شعاعية.